# Fantic Motor
Fantic Motor è un'azienda italiana che costruisce motociclette e biciclette elettriche, fondata nel 1968 nel paese di Barzago. Dopo il fallimento dell'azienda nel 1995 e la chiusura della fabbrica, il marchio viene rilevato, a seguito di una gara pubblica di acquisto, dall'imprenditore trevigiano Federico Fregnan nel 2003, riavviando la produzione nel 2005. Dal 1º ottobre 2014 è stata acquistata per intero da VeNetWork e il nuovo amministratore delegato è Mariano Roman.
Fantic Motor ha avuto una lunga serie di successi nel settore competizioni in fuoristrada, nell'enduro e particolarmente nella specialità trial dove ha vinto tre titoli mondiali.

## Storia

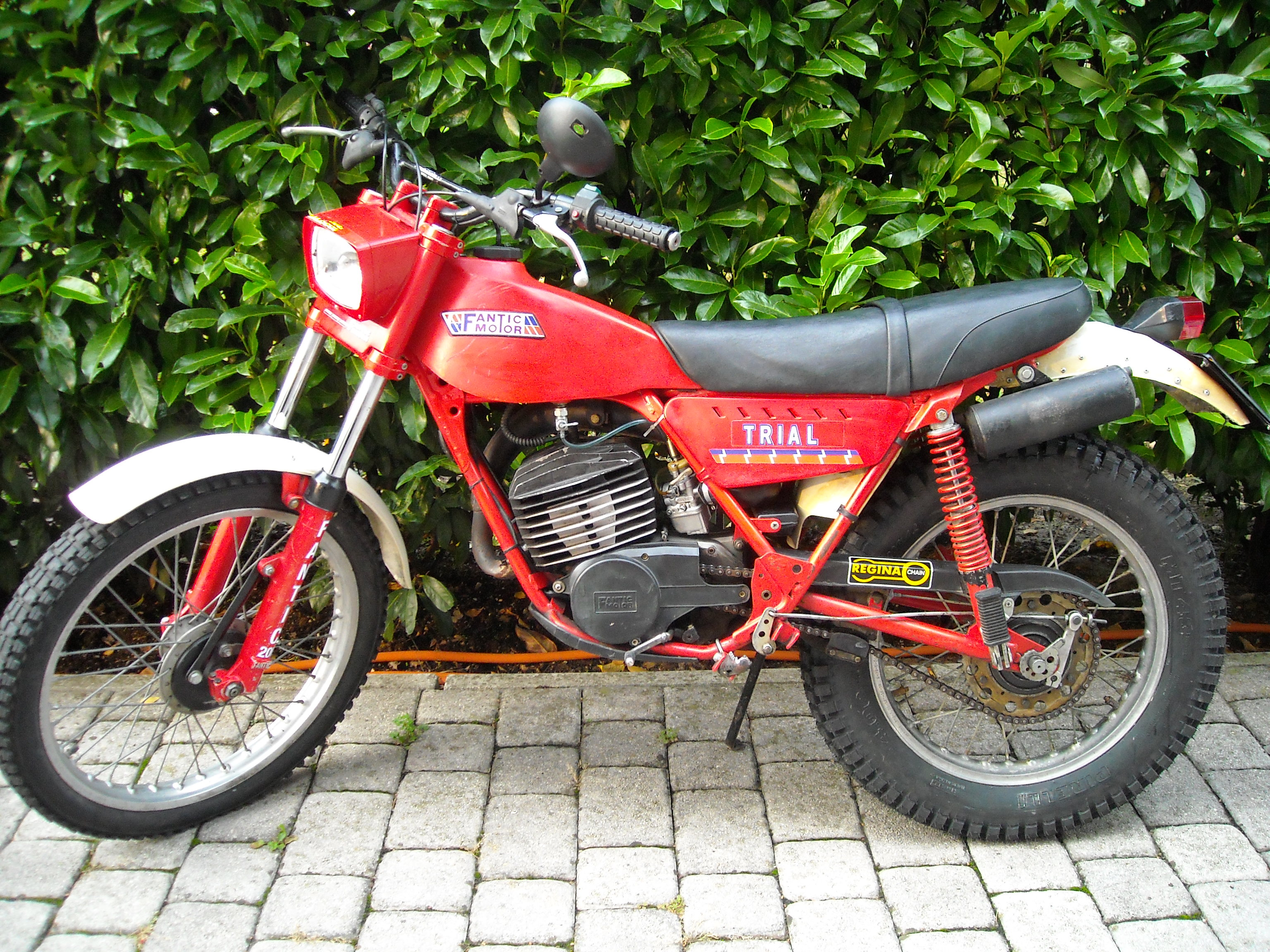
Fantic Motor 200 del 1982.

Nel 1968, Mario Agrati, dell’Agrati Garelli di Monticello Brianza, si stacca dall'azienda di famiglia per unirsi a Henry Keppel, responsabile commerciale per l'estero della Garelli, costituendo una società che produce mini-bike, go-kart ed enduro destinati al mercato americano. Nasce così a Barzago la Fantic Motor, il cui nome è l'abbreviazione di "Fantastic".
Nella produzione di serie, il modello che più di ogni altro ha lasciato il segno è stato il Caballero. Presentata alla fine degli anni sessanta, fu una delle motociclette più ambite dai quattordicenni italiani; equipaggiata dal classico motore 2 tempi da 49 cm³ realizzato dalla Motori Minarelli di Bologna, con un assetto regolaristico, era disponibile in due versioni con cambio a 4 marce classico o con la novità per l'epoca del cambio a 6 marce. Degna di nota le pubblicità per il Caballero, nelle quali comparivano personaggi noti del mondo del motociclismo e non solo, come Jarno Saarinen, Mike Hailwood e Sandro Mazzola.
Il Caballero deve il suo nome alla marca di sigarette olandese omonima, fumata da Henry Keppel Hesselink, uno dei soci fondatori.
Sull'onda del successo di tale modello venne messo in vendita un altro ciclomotore, il Chopper, che ricalcava l'assetto tipico delle motociclette americane rese famose dal film Easy Rider con la forcella anteriore avanzata e la sella fornita di appoggiaschiena; essendo l'unico esempio di tale tipo in vendita in Italia anche questo modello ottenne dei buoni risultati di vendita.
La produzione di ciclomotori aveva in catalogo anche un modello stradale, il 50 GT (anche in versione targata con motore non depotenziato), ed un altro modello abbastanza originale: il Super Rocket (con ruote piccole) entrambi con cambio a 4 marce.
L'evoluzione del Caballero fu per lo più effetto del trasferimento dell'esperienza maturata dalla Fantic Motor sui campi di gara tutta Europa nelle competizioni di Enduro (all'epoca chiamata Regolarità).
Nel 1978 si passò dai Caballero della serie TX 94/TX 96 (telaio grigio) alla nuova serie TX 160 (modello competizione, targato come motociclo) e TX 190 (modelli codice, con librettino) facilmente distinguibili dalla precedente serie per il telaio ora rosso.
La casa produsse anche i modelli di cilindrata maggiore della stessa serie Caballero e Chopper, ad uso dei sedicenni patentati dell'epoca, ma senza ottenere gli stessi lusinghieri risultati dei modelli inferiori. Miglior sorte ebbe la Strada 125 del 1982.
L'attività si espanse presto anche al settore del trial dove probabilmente la casa lecchese ottenne i risultati migliori in campo internazionale, con grandi vittorie in tutte le principali competizioni, incluso il Campionato del Mondo, vinto per tre volte (1985, 1986 e 1988).

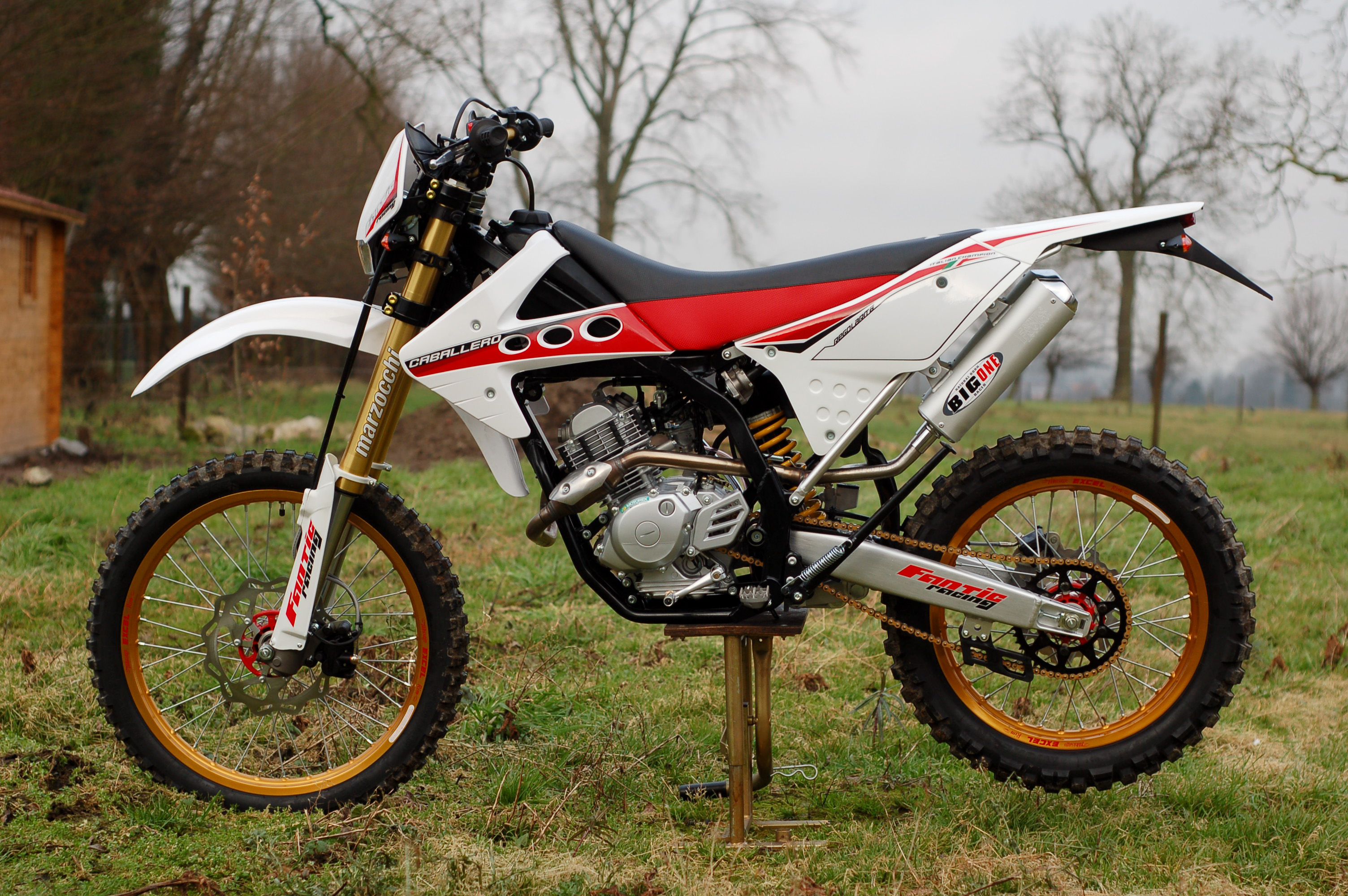
Fantic Caballero 150, 2009.

L'attività a Barzago è stata sospesa nel 1997.

### La rinascita
Nel 2003 il marchio Fantic Motor è stato acquisito dall'industriale veneto Federico Fregnan. La produzione venne avviata nel 2006 in provincia di Treviso, a Dosson di Casier, e fu incentrata sulle moto da fuoristrada (con il recupero tra l'altro del nome storico Caballero)  e a quelle da Supermotard.
Nel 2009 la casa veneta presentò un nuovo Caballero dotato di motore a quattro tempi da 200 cm³. Nel 2011 venne invece presentato un nuovo Caballero 300 cm³ 2T con motore Gas Gas e telaio a traliccio.

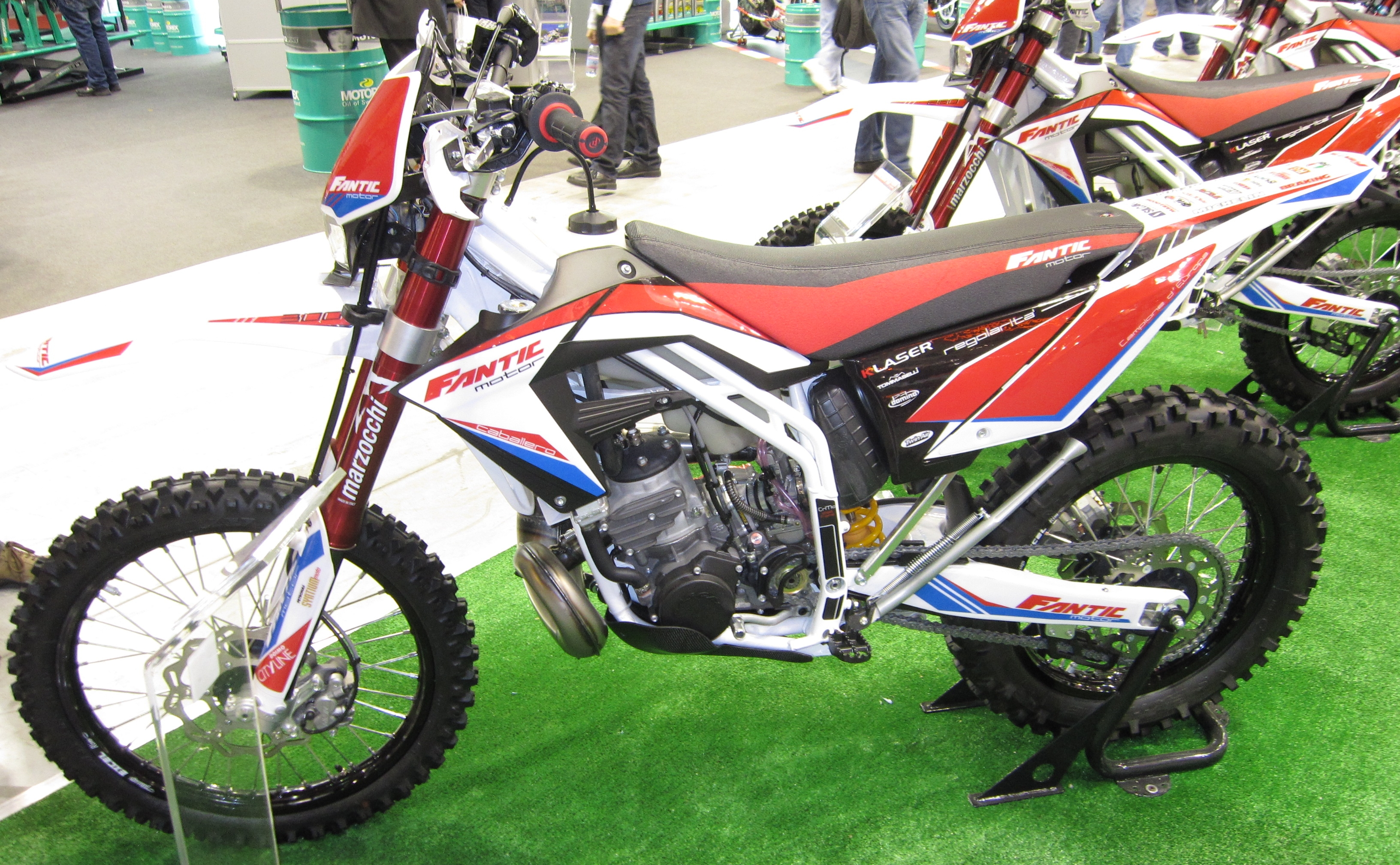
Un Caballero 300 regolarità con grafiche ‘Campione d’Europa’ del 2012.

Nel 2014 la società venne venduta interamente al gruppo 'VeNetWork', composto da imprenditori veneti con la presidenza di Alberto Baban. La gestione dell'azienda venne affidata all'ingegnere Mariano Roman, ex direttore tecnico di Aprilia, Moto Guzzi e Moto Laverda. In meno di un anno Fantic è entrata nel settore delle biciclette a pedalata assistita, con la divisione Fantic Bikes che progetta e realizza biciclette elettriche e mountain bike elettriche nella stessa sede di Dosson di Casier. Nel 2016 Fantic ha lanciato nel mercato il suo nuovo 250 cm³ 4T in versione Enduro e Motard, seguito dai nuovi modelli 125 cm³ Euro4 e 50 cm³.
Nel novembre 2016, al Salone di Milano, oltre alla presentazione di tutta la nuova gamma moto 2017, Fantic ha mostrato il nuovo Caballero e descritto il suo progetto. La nuova gamma Caballero sarà disponibile in 3 differenti cilindrate (125 cm³, 250 cm³ e 500 cm³) e in due diversi allestimenti, Scrambler e Flat Track.
Nel 2020 la Fantic Motor acquista il 100% delle quote azionarie della Motori Minarelli dalla Yamaha.
Nel 2022 debutta per la prima volta alla Dakar con una XEF 450 Rally, derivata dall'enduro XEF 450, pilotata da Franco Picco.
Nel novembre 2022, al Salone di Milano viene presentato il nuovo Caballero 700, spinto dal propulsore bicilindrico Yamaha CP2 e dotato di contenuti elettronici d'avanguardia, come l'ABS con funzione cornering, il controllo di trazione, e tre driving mode specifici per uso stradale, offroad e misto.
Nel luglio 2022 Fantic acquista la Bottecchia Cicli.

## I modelli attuali

### Enduro/Motard
- 50 cm³ 2T: Enduro (Performance o Competition)*, Motard (Performance o Competition)*
- 125 cm³ 4T Enduro (Performance o Competition)*, Motard (Performance o Competition)*
- 250 cm³ 4T: Enduro (Performance o Competition)*, Motard (Performance o Competition)*

*Fino al 2016 era presente anche il modello top di gamma "Competizione”"

### Gamma Caballero
- 125 cm³ 4T: Scrambler o Flat track
- 500 cm³ 4T: Scrambler o Flat track o Rally (presentato ad Eicma 2018)
- 700 cm³ 4T: Scrambler (presentato ad EICMA 2022)

### Gamma scooter/ciclomotori
- Issimo
- Issimo City

### Enduro/Motocross Racing
- Fantic XE 125 2t: Enduro
- Fantic XE 300 2t: Enduro
- Fantic XEF 310 4t Enduro
- Fantic XEF 250 4t: Enduro
- Fantic XEF 450 4t: Enduro
- Fantic XX 125 2t: Motocross
- Fantic XX 250 2t: Motocross
- Fantic XX 250 4t: Motocross
- Fantic XX 450 4t: Motocross

### Rally
- Fantic XEF Rally 450 4t
- Fantic XEF Rally Factory 450 4t

## Le competizioni
Fantic rientra nelle competizioni velocistiche nel 2005, partecipando al campionato mondiale classe 250 con la Fantic Motor R250 (sviluppata dalla CRP Thechnology), guidata da Gabriele Ferro e Arnaud Vincent.
La parentesi velocità dura solo una stagione (se si esclude il campionato europeo del 2006), nel 2006 la Fantic Motor si dedica esclusivamente alle competizioni nazionali di enduro che le sono più consone, e già nello stesso anno il pilota Thibaut Dussuelle si laurea Campione di Francia Enduro classe 50 in sella ad un Fantic Motor Caballero.
Nell'agosto 2022 viene reso noto l'accordo raggiunto con VR46 Racing per una partnership commerciale e tecnica. A partire dal Gran Premio di Gran Bretagna il marchio compare sulle livree delle moto del team italiano nella Moto2. Dalla stagione agonistica 2023 invece, la parte del team VR46 impegnata nella classe intermedia porta il nome di Fantic Motor e si assiste ad una commistione di personale, tra le due aziende, con l'introduzione di Stefano Bedon (Team manager) e Milena Körner (parte tecnica). Le motociclette utilizzate rimangono le Kalex Moto2 mentre tra i piloti, al confermato Celestino Vietti viene affiancato lo spagnolo Borja Gómez. Il campionato vede Gómez, costretto a saltare diverse gare per infortunio, chiudere senza punti; Vietti invece porta al successo la squadra al Gran Premio d'Austria avendo la meglio su Pedro Acosta. L'annata si conclude con il decimo posto nella classifica a squadre.
Per il 2024 Fantic decide di cambiare entrambi i piloti: vengono ingaggiati Arón Canet, ancora in cerca della prima vittoria in Moto2, e Xavier Cardelús, fresco vice-campione europeo. Se Cardelús non ottiene punti in tutto il campionato, Canet invece è assoluto protagonista della stagione: con quattro successi e quattro secondi posti, raggiunge il secondo posto nel mondiale all'ultima gara; portando così al team i punti necessari per fare quinto nella classifica a squadre.

## Palmarès

### Trial
- Campione del mondo piloti 1985 con Thierry Michaud
- Campione del mondo piloti 1986 con Thierry Michaud
- Campione del mondo piloti 1988 con Thierry Michaud
- Campione del mondo costruttori 1988
- Campione del mondo costruttori 1989

### Enduro
- Campione italiano enduro cat. 125 4T 2008
- Campione italiano motorally cat. 125 4T 2008